# Бёклер, Ганс
Ганс Бёклер (нем. Hans Böckler; 26 февраля 1875, Траутскирхен, Германская империя — 16 февраля 1951, Кёльн, ФРГ) — немецкий политический, общественный и профсоюзный деятель. Первый председатель федерального объединения немецких профсоюзов в 1949—1951 годах. Почётный гражданин Кёльна (1951).

## Биография
Родился в семье скромного достатка. В 1888 году после смерти отца, чтобы помогать семье, бросил школу и работал подмастерьем. В 1894 году вступил в СДПГ и Союз рабочих-металлистов Германии.

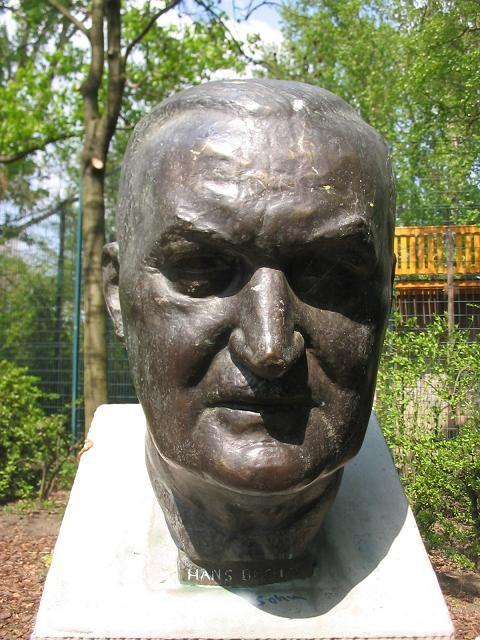
Бюст Г. Бёклеру в Берлине

В 1914—1915 годах участвовал в Первой мировой войне. После тяжёлого ранения на Восточном фронте, был освобождён от военной службы. До конца войны работал в профсоюзах в Данциге, Катовице и Зигене.
Избирался депутатом Кёльнского городского совета от СДПГ (1924—1926). В 1928—1933 годах — член рейхстага.
После прихода национал-социалистов к власти в Германии неоднократно подвергался репрессиям.
В 1945 году Г. Бёклер сыграл важную роль в восстановлении и реорганизации профсоюзов в британской зоне оккупации. В апреле 1947 года несколько профсоюзов объединились, чтобы сформировать Gewerkschaftsbund in der britischen Besatzungszone. В 1949 году был избран первым председателем федерального объединения немецких профсоюзов.
Почётный доктор Кёльнского университета.

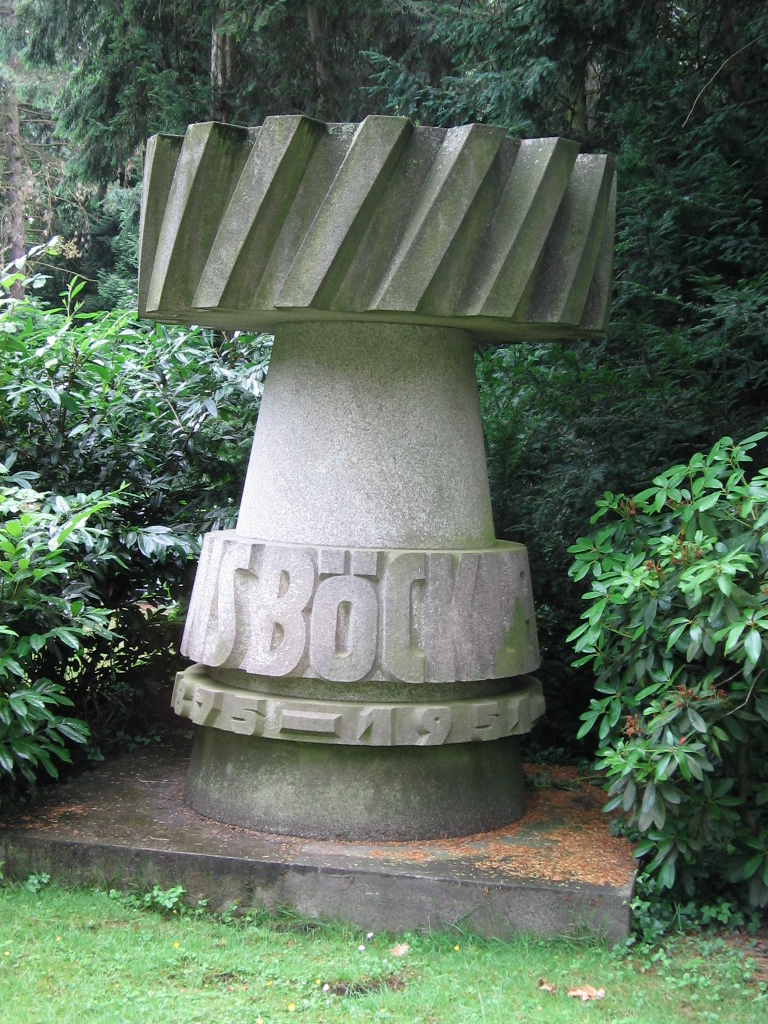
Памятник на могиле Г. Бёклера на кладбище Мелатен в Кёльне

Умер от сердечного приступа в Дюссельдорфе и был похоронен на кладбище Мелатен в Кёльне.

## Память
- Его именем названы несколько улиц в Ганновере, Кёльне, Зонтхофене, Лангенхагене, Эссене и других городах Германии.
- Учреждён Фонд Ганса Бёклера[2] и премия его имени, которая вручается за их достижения в улучшении условий труда и жизни рабочих и их семей и поощрении социальной сплоченности и солидарности.
- В числе знаменитых жителей Кёльна статуя Ганса Бёклера установлена на Кёльнской ратуше.